# Calloplax
Calloplax is een geslacht van keverslakken uit de familie Ischnochitonidae.  

## Soorten
- Calloplax janeirensis (Gray, 1828)
- Calloplax duncana (Dall, 1919)
- Calloplax vivipara (Plate, 1899)